# Benjamin Gottlieb Schneider
Benjamin Gottlieb Schneider, boktryckare i Stockholm med eget tryckeri från 1726 till sin död 1738.  
Schneider kom från Tyskland till Stockholm i början av 1720-talet. Han var under åren 1722-26 faktor (föreståndare) för Jacob Wildes tryckeri. Därefter startade han en egen verksamhet som blev framgångsrik. Han tryckte framför allt många översättningar från engelska och tyska. Också några svenska tidskrifter fanns i produktionen, bland annat Sedolärande Mercurius (1730-31), redigerad av Carl Carleson och Edvard Carleson, och Then Swänska Argus (1732-1734) av Olof von Dalin. Dessa tidskrifter tillhörde en ny genre som brukar kallas "moraliska veckoskrifter" eller "Spectator-tidskrifter". De utgavs en gång i veckan hade en ambition att underhålla läsarna. Innehållet bestod av satirer och debatter. Läsarna inbjöds att bidra med insänt material. Tidskrifterna blev föremål för censurens uppmärksamhet och åtgärder.
Genom Then Swänska Argus har Schneider också gått till historien som en litterär gestalt. Dalin tar upp problem associerade med tryckningen vid ett flertal tillfällen och vänder sig ofta direkt till Schneider i texterna. Boktryckaren får såväl kritik som beröm.
Schneider var gift med Rachel Speck. Efter Schneiders död gifte hon om sig med Lorens Ludwig Grefing, som blev ny ägare av tryckeriet 1739.

## Böcker tryckta hos B G Schneider
- Then Swänska Psalmboken 1695 års upplaga, 1738

Även en bibel tryckt 1729